# Изгнанники (роман Конан Дойла)
Изгна́нники — историко-приключенческий роман английского писателя Артура Конан Дойла, впервые опубликованный в 1892 году. Действие романа происходит во времена короля Людовика XIV и Войны короля Вильгельма (1689—1696).

## Сюжет
Роман про жизнь в Старом и Новом свете — своеобразный «Затерянный мир» того же автора.
Действие первой части «франко-канадского» романа, наполненного удивительными и полными опасностей приключениями капитана Амори де Катината и жителя Нью-Йорка Эймоса Грина начинается в Старом Свете, во французской столице, где главные герои исполняют тайное поручение короля Людовика XIV, касающегося его будущего брака.
Женившись на своей избраннице, король вынужден исполнить данное епископу обещание очистить Францию от гугенотов, к которым принадлежат капитан де Катинат и его семья. После отмены в 1687 году Нантского эдикта, Эймос Грин предлагает товарищу бежать от королевского гнева в Новый Свет, где Амори и Адели удаётся найти новых друзей среди французских поселенцев. 
Однако попыткам супружеской четы обустроиться на новой родине мешают вспыхнувшие там с новой силой бобровые войны с индейцами-ирокезами, а вскоре в Канаде начинается кровопролитный конфликт с их союзниками-англичанами. Разворачивающиеся на фоне неё захватывающие и опасные приключения юных героев в Америке составляют вторую часть романа.
В русском переводе книга впервые была опубликована в 1900 году в журнале «Юный читатель».